# Pippo Rizzo
Pour les articles homonymes, voir Rizzo.
Pippo Rizzo est un peintre italien né à Corleone le 6 janvier 1887 et mort à Palerme le 4 mars 1964.

## Biographie
Pippo Rizzo est un peintre du mouvement futuriste, c'était le plus grand exposant de la peinture futuriste en Sicile[réf. nécessaire]. Né à Corleone, il déménage à Palerme, où il s'installe pour ses études et sera l'un des élèves d'Ettore De Maria Bergler. Par la suite, lors d'un voyage à Rome, il découvre le mouvement du futurisme et, fasciné par ce mouvement, il y consacre toutes ses autres œuvres. De retour à Palerme il s'associe avec Giovanni Varvaro. En 1936, il est nommé directeur de Académie des beaux-arts de Palerme. Ses œuvres sont exposées à la Galerie d'art moderne de Palerme.

## Œuvres
- Lampi et Futurismo e Fascismo, Biennale de Venise (1926) ;
- Foot-ball, (1928) ;
- Anno VIII (1930) ;
- Lavoro dei campi (1930);
- La battitura del grano (1930) ;
- Verso sera (1930) ;
- Campagna (1930) ;
- Donna con chitarra (1930) ;
- Figura alla finestra (1930) ;
- Autoportrait (1930) ;